# Střední Franky
Střední Franky (německy Mittelfranken) jsou jeden ze sedmi vládních obvodů Svobodného státu Bavorska v Německu. Nachází se zde pět městských okresů a sedm zemských okresů.

## Administrativní členění
Správní obvod Střední Franky zahrnuje 5 městských okresů a 7 zemských okresů:

### Městské okresy
1. Ansbach
2. Erlangen
3. Fürth
4. Norimberk (Nürnberg)
5. Schwabach

### Zemské okresy
1. Ansbach
2. Erlangen-Höchstadt
3. Fürth
4. Neustadt an der Aisch-Bad Windsheim
5. Norimbersko (Nürnberger Land)
6. Roth
7. Weißenburg-Gunzenhausen

## Vývoj počtu obyvatelstva
| Rok  | Obyvatelstvo |
| ---- | ------------ |
| 1900 | 815 895      |
| 1910 | 930 868      |
| 1939 | 1 065 122    |
| 1950 | 1 273 030    |
| 1961 | 1 371 144    |
| 1970 | 1 486 389    |
| 1987 | 1 521 484    |
| 2002 | 1 703 869    |
| 2005 | 1 712 275    |
| 2006 | 1 712 622    |